# Soo Joo Park
Soo Joo Park (Seúl, Corea del Sur; 26 de marzo de 1986) nacida Park Suju, es una supermodelo y DJ coreana-estadounidense. Es la primera asiática en ser portavoz de la firma de belleza L'Oréal. Es conocida por ser embajadora de las campañas y desfiles de Chanel. Es mencionada como una de las 100 modelos más cotizadas del mundo según el portal Models y goza de alta popularidad desde el año 2014.

## Biografía
Park nació en Seúl, Corea del Sur y se mudó a Anaheim, California cuando era pequeña. Estudió piano y flauta durante la infancia y la juventud. Se graduó de la Universidad de California, Berkeley con un grado en arquitectura. Se comprometió el 1 de enero de 2018 con el fotógrafo francés, especialista en moda, Jack Waterlot.

## Carrera
Apareció en un anuncio de BCBG Max Azria en 2010. En su debut en la pasarela desfiló para Chanel, Vivienne Westwood, Emporio Armani, Fendi, Rick Owens, Lanvin, y Loewe entre otros. Ha aparecido en editoriales de Vogue Italia, Glamour, y Dazed en 2012. También ha aparecido en W, i-D, CR Fashion Book, Vogue, Paper, y Teen Vogue, entre otras publicaciones. Joo Park ha sido el rostro de numerosas campañas publicitarias como el gigante conglomerado de Michael Kors, la firma de cosméticos MAC, las marcas estadounidenses de moda Tom Ford, Gap Inc., DKNY, o en la italiana Bulgari. Es una de las modelos favoritas del diseñador Karl Lagerfeld.
En mayo de 2015, fue invitada por primera vez al Festival de Cannes, posteriormente ha asistido también en el año 2016 vestida de Jean-Paul Gaultier y en 2018 por Chanel. En julio de 2016, desfiló en la colección otoño/invierno 2016/2017 de Jean-Paul Gaultier. En agosto de 2017, fue una de las tres modelos con más visibilidad de la campaña publicitaria  de L'Oréal en colaboración con Balmain United, We Are Invincible, que apostaba por la inclusión y el empoderamiento de las mujeres a través de una colección de labiales. El 1 de octubre de 2017, fue una de las modelos protagonistas del destacado desfile que L'Oréal organizó en la avenida de los Campos Elíseos de París.
En octubre de 2018, participó en la Semana de la Moda de París, en el significativo acto de pasarela organizado a orillas del río Sena, el único espectáculo abierto al público de la cita más importante en Francia, que apostó por la diversidad de la mujer a través de la moda. En noviembre de 2018, participó en la campaña publicitaria de la nueva colección de la casa sueca H&M en colaboración con Moschino, dirigida por el diseñador estadounidense Jeremy Scott. El 3 de noviembre, cambiando su reconocido rubio platino por naranja, desfiló en la ciudad de Bangkok, en la segunda presentación de la colección 2018-19 de Chanel a continuación del estreno en París, como embajadora de la marca junto a las modelo Lily-Rose Depp y Tilda Swinton.

## Redes sociales
Ha sido un ejemplo de la democratización de la moda, que en la década de los 90 se asociaba a exclusividad y con la fuerte irrupción de las redes sociales en este campo, ha comenzado a asociarse a la popularidad y a influenciar a través de internet. A comienzos del año 2015, ya había alcanzado cien mil seguidores en Instagram, a finales del mismo año los doscientos mil y en 2018 superaba el medio millón. Era asidua a publicar sus estilos en las redes Tumblr y Twitter.